# Knapens hål

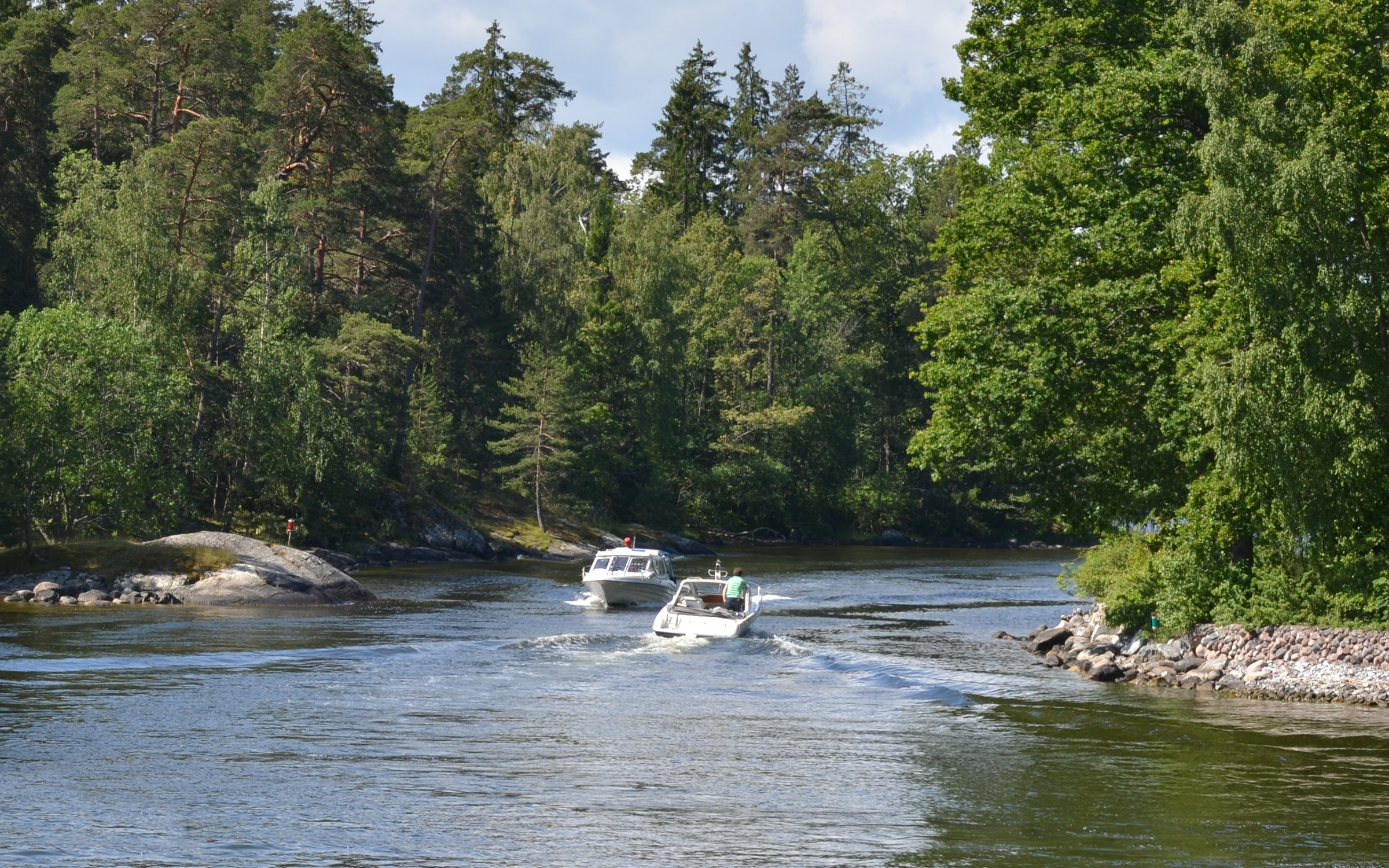
Båttrafiken är ofta tät i Knapens hål. Större båtar kan inte mötas.

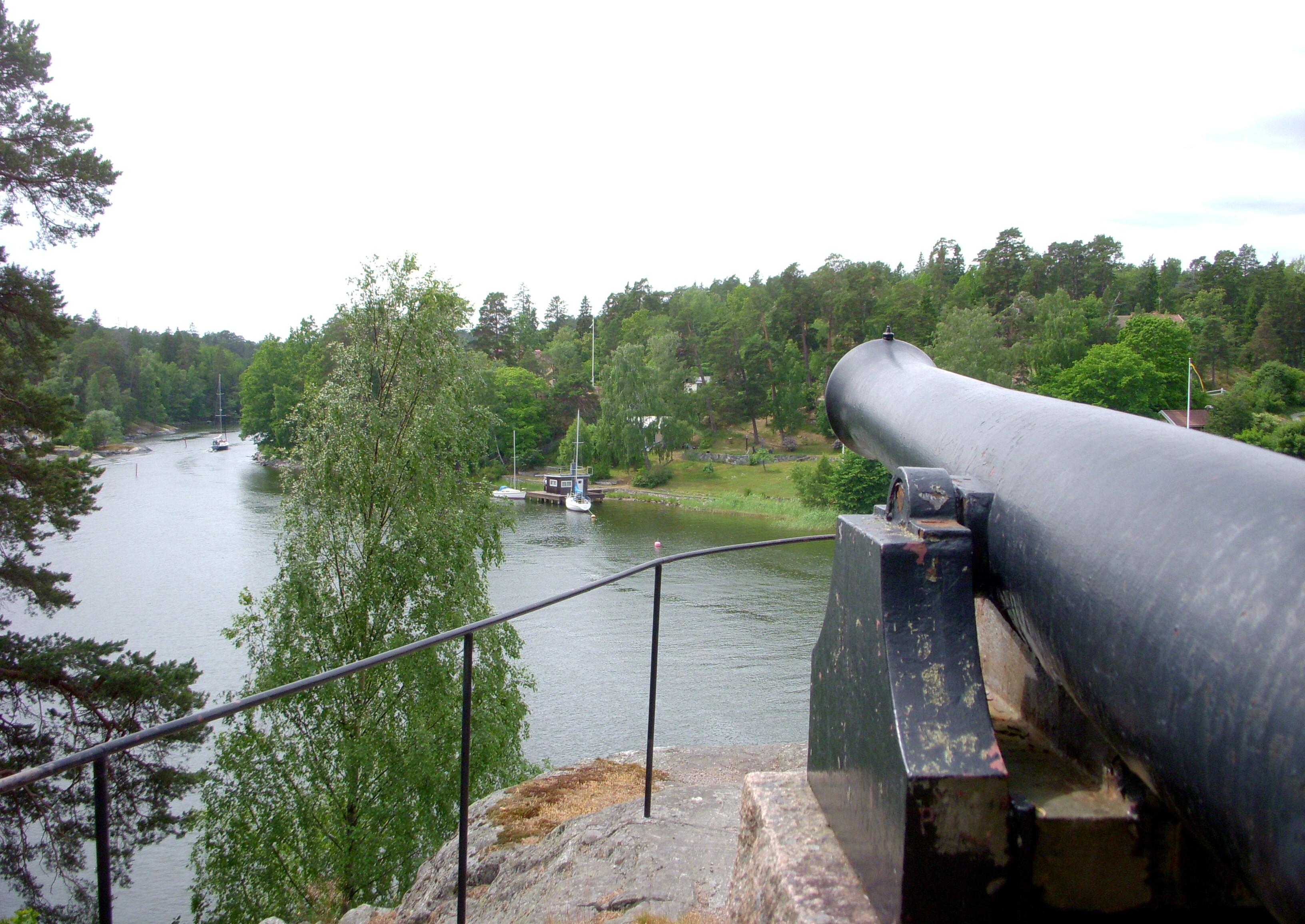
Knapens hål sett från Skogsömonumentet.

Knapens hål är ett smalt sund i Baggensstäket i Nacka kommun. Sundet är tre meter djupt och knappt 20 meter brett. Här fanns en historisk sjötull och namnet härrör från en tulltillsyningsman på platsen kring år 1700, Olof Knaap.

## Historik
Erik XIV förordnade att alla fartyg från främmande länder skulle kontrolleras i Vaxholm och i förekommande fall betala tullavgift för varor som fördes in till Stockholm. Många skeppare flyttade då över sin last på mindre båtar som fördes in via Baggensstäket, som på detta sätt blev en väl utnyttjad smuggelled. 1602 bestämde Karl IX att en tullbom skulle inrättas också i Baggenstäket. Bommen placerades där Stäket är som smalast och som nu kallas “Knapens hål“, efter en tulltillsyningsman kring år 1700, Olof Knaap. Bommen var nedsänkt under vattnet och om en förbipasserande båt gick djupare än bommen fick man betala tull till Knaap för att han skulle sänka bommen och släppa förbi båten. Senare flyttades visiteringen från Baggenstäket och Vaxholm till Stora Sjötullen på Blockhusudden, östra Djurgården.

## Krigsskådeplats
I samband med Slaget vid Stäket 1719 sänktes några stenlastade skutor vid Knapens hål för att spärra farleden för ryssarna. Här fanns även en skans som var avgörande för det svenska försvarets slutgiltiga framgång. Hade ryssarna lyckats att ta sig genom Knapens hål hade vägen mot Stockholm legat öppen.
Under våren 2006 genomförde RAÄ en omfattande arkeologisk undersökning av Knapens hål och intilliggande skansområdet. Bland många fynd som verktyg, spikar, hästskor, vapen och muskötkulor hittades många handgranatsskärvor, som bekräftade de ryska grenadjärernas våldsamma försök att inta skansarna och hur nära de stridande stod. En handgranat, som påträffades i ett vattensjukt område, var fullt intakt, troligen hade luntan slocknat när bomben landade i vattnet.